# Barbus zalbiensis
Barbus zalbiensis är en fiskart som beskrevs av Jacques Blache och Miton, 1960. Barbus zalbiensis ingår i släktet Barbus och familjen karpfiskar. IUCN kategoriserar arten globalt som sårbar. Inga underarter finns listade.